# Stenocercus caducus
Stenocercus caducus är en ödleart som beskrevs av  Cope 1862. Stenocercus caducus ingår i släktet Stenocercus och familjen Tropiduridae. Inga underarter finns listade i Catalogue of Life.